# I congiurati
I congiurati è un libro di poesie dello scrittore argentino Jorge Luis Borges, pubblicato nel 1985.

## Trama
Il libro è composto dalle ultime quarantaquattro poesie e prose poetiche scritte da Borges prima della sua morte, avvenuta un anno dopo.
Tra le poesie, il sonetto "Sulla sua cecità" - col medesimo titolo pubblicò una poesia in El oro de los tigres, nella quale si riferisce all'aver perso la vista - è una delle poesie più sentite e drammatiche fra quelle da lui scritte. Il titolo del libro allude all'ultima poesia, che evoca l'origine della Confederazione Svizzera come cospirazione di uomini tolleranti e ragionevoli.

## Edizione italiana
- I congiurati, a cura di Domenico Porzio e Hado Lyria, Collana (I poeti dello) Lo Specchio, Milano, A. Mondadori, novembre 1986; Collana Leonardo letteratura, Milano, Mondadori, settembre 1996, ISBN 88-04-42038-3.